# Kanton Quérigut
Kanton Quérigut (francouzsky Canton de Quérigut) je francouzský kanton v departementu Ariège v regionu Midi-Pyrénées. Tvoří ho sedm obcí.

## Obce kantonu
- Artigues
- Carcanières
- Mijanès
- Le Pla
- Le Puch
- Quérigut
- Rouze